# Скново
Скново — деревня в Дновском районе Псковской области России. Входит в состав Выскодской волости Дновского района.
Расположена в центре района, на берегу реки Полонка, в 5 км к югу от районного центра, города Дно.

## Население
| 2001 | 2002 | 2010 |
| ---- | ---- | ---- |
| 32   | ↘28  | ↘23  |

Численность населения деревни по оценке на конец 2000 года составляла 32 жителя, на 2010 год — 32 жителя.